# Ruth Spelmeyer
Ruth Sophia Spelmeyer-Preuß (Gotinga, 19 de septiembre de 1990) es una atleta alemana especializada en carreras de 400 metros y relevos.

## Biografía
Spelmeyer-Preuß es hija de una emigrante argentina y de un pastor protestante. Después de graduarse de la escuela secundaria en mayo de 2010, se mudó a Hannover para estudiar alemán y filosofía y formarse en el centro de rendimiento deportivo. Spelmeyer estudió psicología en la Universidad de Hildesheim. En diciembre de 2020, Spelmeyer se casó con el jugador nacional de waterpolo Tobias Preuß.

## Carrera deportiva
Sus primeras participaciones internacionales, en categorías inferiores, fueron compitiendo en modalidades como los 200 metros o las carreras de relevos en 4x100 metros. En esta circunstancia, en 2008, en el Campeonato Mundial de Atletismo Sub-20 de Bydgoszcz (Polonia) hacía un tiempo de 23,81 segundos en los 200 metros, mientras en los relevos el conjunto polaco hacía 44,98 segundos de marca. Más adelante, en 2009, en el Campeonato Europeo de Atletismo Sub-20 de Novi Sad (Serbia), sus 23,89 segundos en los 200 le valían una cuarta plaza, con el equipo polaco llegando al podio al marcar 44,86 segundos.
Ya en las modalidades absolutas con Alemania, una de sus primeras representaciones fue en la Superliga del Campeonato Europeo de Atletismo por Equipos de 2013 en Gateshead (Reino Unido), ahora corriendo en los relevos de 4x400 metros, donde el equipo polaco llegaba sexto a la meta, marcando 3:31,83 minutos de registro; este tiempo se rebajaría en algo más de tres minutos en un año, en la misma competición, logrando Alemania el podio y la medalla de plata.
En 2016 participa en sus primeros Juegos Olímpicos, corriendo aquel año en los 400 metros y los relevos de la misma distancia. En ninguna de las dos lograría llegar a la fase final, alcanzando la semifinal en los 400 lisos, con 51,61 segundos de marca, y cayendo en la ronda clasificatoria en relevos, con el equipo cosechando un tiempo de 3:26,02 minutos.
En 2019 acabó tercera en la final B de los 4x400 metros en los Relevos Mundiales de Yokohama (Japón), tras marcarse un tiempo de 3:31,89 minutos. Tras la pandemia de coronavirus, que atrasó los Juegos Olímpicos de Tokio 2020, en verano de 2021 viajó con la delegación teutona a Japón para competir en los relevos de 4x400 metros, tanto el equipo femenino como el mixto. En ambos casos no superaba la carrera clasificatoria.

## Resultados por competición

### Por temporada
| Representando a Alemania | Representando a Alemania                                | Representando a Alemania | Representando a Alemania | Representando a Alemania    | Representando a Alemania |
| ------------------------ | ------------------------------------------------------- | ------------------------ | ------------------------ | --------------------------- | ------------------------ |
| Año                      | Competición                                             | Lugar                    | Puesto                   | Modalidad                   | Marca                    |
| 2008                     | Campeonato Mundial de Atletismo Sub-20                  | Bydgoszcz                | 4.ª (SF2)                | 200 metros                  | 23,81 s.                 |
| 2008                     | Campeonato Mundial de Atletismo Sub-20                  | Bydgoszcz                | 3.ª (H3)                 | Relevos 4x100 metros        | 44,98 s.                 |
| 2009                     | Campeonato Europeo de Atletismo Sub-20                  | Novi Sad                 | 4.ª                      | 200 metros                  | 23,89 s.                 |
| 2009                     | Campeonato Europeo de Atletismo Sub-20                  | Novi Sad                 | 1.ª                      | Relevos 4x100 metros        | 44,86 s.                 |
| 2013                     | Campeonato Europeo de Atletismo por Equipos - Superliga | Gateshead                | 6.ª                      | Relevos 4x400 metros        | 3:31,83 min.             |
| 2014                     | Campeonato Europeo de Atletismo por Equipos - Superliga | Braunschweig             | 2.ª                      | Relevos 4x400 metros        | 3:28,34 min.             |
| 2014                     | Campeonato Europeo de Atletismo                         | Zúrich                   | 6.ª                      | Relevos 4x400 metros        | 3:27,69 min.             |
| 2015                     | Campeonato Europeo de Atletismo por Equipos - Superliga | Moscú                    | 4.ª                      | 400 metros                  | 52,61 s.                 |
| 2015                     | Campeonato Europeo de Atletismo por Equipos - Superliga | Moscú                    | 4.ª                      | Relevos 4x400 metros        | 3:29,86 min.             |
| 2015                     | Universiada                                             | Gwangju                  | 4.ª                      | 400 metros                  | 52,04 s.                 |
| 2016                     | Campeonato Europeo de Atletismo                         | Ámsterdam                | 4.ª (SF2)                | 400 metros                  | 53,65 s.                 |
| 2016                     | Campeonato Europeo de Atletismo                         | Ámsterdam                | 5.ª                      | Relevos 4x400 metros        | 3:27,60 min.             |
| 2016                     | Juegos Olímpicos                                        | Río de Janeiro           | 5.ª (SF1)                | 400 metros                  | 51,61 s.                 |
| 2016                     | Juegos Olímpicos                                        | Río de Janeiro           | 5.ª (H2)                 | Relevos 4x400 metros        | 3:26,02 min.             |
| 2017                     | Relevos Mundiales                                       | Nasáu                    | -                        | Relevos 4x400 metros        | DQ                       |
| 2017                     | Campeonato Mundial de Atletismo                         | Londres                  | 6.ª                      | Relevos 4x400 metros        | 3:27,45 min.             |
| 2019                     | Relevos Mundiales                                       | Yokohama                 | 11.ª                     | Relevos 4x400 metros        | 3:31,89 min.             |
| 2019                     | Campeonato Europeo de Atletismo por Equipos - Superliga | Bydgoszcz                | 4.ª (H1)                 | 400 metros                  | 53,65 s.                 |
| 2021                     | Campeonato Europeo de Atletismo en Pista Cubierta       | Toruń                    | 6.ª                      | Relevos 4x400 metros        | 3:31,47 min.             |
| 2021                     | Campeonato Europeo de Atletismo por Equipos - Superliga | Chorzów                  | 4.ª                      | Relevos 4x400 metros        | 3:29,55 min.             |
| 2021                     | Juegos Olímpicos                                        | Tokio                    | 4.ª (H1)                 | Relevos 4x400 metros        | 3:24,77 min.             |
| 2021                     | Juegos Olímpicos                                        | Tokio                    | 5.ª (H1)                 | Relevos mixtos 4x400 metros | 3:12,94 min.             |

### Mejores marcas
| Disciplina                            | Marca        | Lugar          | Fecha                 |
| ------------------------------------- | ------------ | -------------- | --------------------- |
| 60 metros lisos (exterior)            | 7,60 s.      | Bremen         | 17 de mayo de 2014    |
| 60 metros lisos (pista cubierta)      | 7,60 s.      | Hannover       | 6 de febrero de 2016  |
| 100 metros lisos (exterior)           | 11,81 s.     | Berlín         | 28 de agosto de 2020  |
| 200 metros lisos (exterior)           | 23,43 s.     | Mannheim       | 29 de julio de 2016   |
| 200 metros lisos (pista cubierta)     | 23,90 s.     | Hannover       | 7 de febrero de 2016  |
| 400 metros lisos (exterior)           | 51,43 s.     | Río de Janeiro | 13 de agosto de 2016  |
| 400 metros lisos (pista cubierta)     | 52,87 s.     | Karlsruhe      | 21 de febrero de 2015 |
| Relevos 4x100 metros (exterior)       | 44,78 s.     | Novi Sad       | 26 de julio de 2009   |
| Relevos 4x400 metros (exterior)       | 3:24,77 min. | Tokio          | 5 de agosto de 2021   |
| Relevos 4x400 metros (pista cubierta) | 3:31,47 min. | Toruń          | 7 de marzo de 2021    |
| Relevos mixtos 4x400 metros           | 3:12,94 min. | Tokio          | 30 de julio de 2021   |